# Лукиново
Лукиново — село в Жигаловском районе Иркутской области России. Административный центр Лукиновского сельского поселения.

## География
Находится примерно в 73 км к югу от районного центра.

## Население
| 2002 | 2010 | 2011 | 2012 |
| ---- | ---- | ---- | ---- |
| 175  | ↘119 | ↘118 | ↘112 |

По данным Всероссийской переписи, в 2010 году в селе проживало 119 человек (64 мужчины и 55 женщин).